# Поршневий насос

Розріз поршневого насоса

Схема поршневого насоса простої дії.

Поршне́вий насос (англ. piston pump; нім. Hubkolbenpumpe f, Kolbenpumpe f) — об'ємний насос, робочим органом якого є поршень, що здійснює зворотно-поступальний рух, завдяки якому відбуваються по черзі процеси всмоктування рідини у циліндр та нагнітання її у трубопровід.

## Загальний опис

### Класифікація
Поршневі насоси можна класифікувати за способом приведення до дії на привідні (з приводом від окремо розташованого двигуна), прямодіючі (у яких поршень насоса розташовано на одному штоку з поршнем приводної, наприклад, парової машини) і ручні, що приводяться в дію руками.
- за розташуванням циліндрів — горизонтальні і вертикальні;
- за родом дії — простої дії, подвійної дії, строєні, здвоєні насоси подвійної дії, диференціальні;
- за призначенням — водопровідні, каналізаційні, нафтові, бурові, насоси для перекачування гідросумішей, будівельних розчинів, кислот тощо.

Інша класифікація:
- — за типом привода — приводні, прямо діючі, ручні;
- — за конструкцією поршня — з дисковим поршнем, плунжерні, діафрагмові;
- — за числом циліндрів — з одним, двома та трьома циліндрами;
- — за розташуванням циліндрів — горизонтальні і вертикальні;
- — за кратністю дії — простої, подвійної дії, диференціальні.

Найбільше значення має класифікація за числом нагнітань за 1 цикл руху поршня і за конструкцією поршня.
Залежно від числа нагнітань за 1 цикл руху поршня, розрізняють наступні типи поршневих насосів:
- 1) насоси простої дії — 1 раз всмоктують, 1 раз нагнітають;
- 2) подвійної дії — 2 рази всмоктують, 2 рази нагнітають, працюють обидві сторони поршня;
- 3) насоси диференціальні: 1 раз всмоктують, 2 рази нагнітають.

Залежно від конструкції поршня розрізняють поршневі насоси:
- 1) власне поршневі, в яких поршень виготовляється у вигляді диска з кільцями ущільнювачів і манжетами;
- 2) плунжерні насоси, в яких поршень виконаний у вигляді довгастого порожнистого циліндра.

### Принцип дії
У клапанній камері 4 та циліндрі 5 насоса при руху поршня 6 зліва направо створюється розрідження. Під дією атмосферного тиску на вільну поверхню вода підіймається по трубі 7, відкриває зворотний клапан 8 та всмоктувальний клапан 1 і заповнює розріджений об'єм циліндра насоса. При руху поршня справа наліво в циліндрі насоса створюється тиск. Під його дією закривається всмоктувальний клапан, відкривається нагнітальний клапан 2 і вода з циліндра надходить в нагнітальну трубу 3. За час нагнітального ходу зворотний клапан поршня виконує одне всмоктування та одне нагнітання.

### Основні характеристики
Характерними показниками поршневих насосів є відношення ходу поршня S (м) до його діаметра D (м), середня швидкість поршня Vcep.= S•n/30 м/с, швидкохідність та число подвоєних ходів за хвилину (n — частота обертання вала насоса, хв.−1). Швидкохідні Н.п. характеризуються n = 150 — 300 хв.−1, S/D = 0,5 — 1,2 ; середньохідні — n = 80 — 150 хв.−1, S/D = 1,2 — 2,0; тихохідні — n = 40 — 80 хв.−1, S/D = 2 — 2,25. Подача (до 8000 л/хв.) і напір (до 10 МПа) змінюються в широкому діапазоні до 8000 л/хв при ККД до 80 %.

### Області застосування
Див. також Установки гідравлічних поршневих насосів.
Н.п. знаходять широке застосування у нафтовій промисловості (як свердловинні насоси тощо), а також у магістральних та промислових гідротранспортних системах для переміщення твердих сипких матеріалів (вугілля, руд та концентратів руд чорних та кольорових металів, будівельних матеріалів тощо), де високий напір дає змогу зменшити кількість насосних станцій. Вимоги надійності при проходженні транспортованого матеріалу у клапанному апараті обмежує крупність твердих частинок не більшою 3 — 4 мм (допустимий вміст частинок розміром до 6 мм не більше 10 %). Поширення у світовій практиці знайшли поршневі насоси фірм «Wilson Snyder», «Ingersoll rand» (США), «Wirth» (ФРН), «Geho» (Нідерланди).
Поршневі насоси мають переваги перед відцентровими: — можливість подачі незначних об'ємів води при високому напорі; — добру всмоктувальну здатність; — високий ККД при малих витратах та високому напорі.
Основні недоліки: — нерівномірність подачі; — великі розміри та вага; — наявність швидкозношуваних деталей.